# Bokywere
Bokywere, o anche Boky-Wéré, è un comune rurale del Mali facente parte del circondario di Macina, nella regione di Ségou.
Il comune è composto da 14 nuclei abitati:
- Boky-Wéré
- Kanabougou
- Kononga
- Kouna
- Macina-Wéré
- Namsiguio
- Nassiguila
- Niamana
- Oulan
- Rassogoma
- Rimassa
- Sossebougou
- Tomy
- Tougan-Coura